# Aurelios Zopyros
Markos Aurelios Zopyros, Sohn eines athenischen Boxers, ist einer der letzten beiden bekannten Olympioniken der Olympischen Spiele der Antike, bevor diese von Theodosius I. als heidnische Zeremonie 394 n. Chr. verboten wurden. Er war 385 Sieger im Faustkampf der Knaben. Sein Bruder Eukarpides war ebenfalls Olympiasieger 381 im Pankration der Knaben.

## Nachweis
1. ↑  Mark Golden: Sport in the ancient world from A to Z. Routledge, London u. a. 2004, ISBN 0-415-24881-7, S. 24 (englisch).

| Personendaten    | Personendaten                      |
| ---------------- | ---------------------------------- |
| NAME             | Aurelios Zopyros                   |
| ALTERNATIVNAMEN  | Marcus Aurelios Zopyros            |
| KURZBESCHREIBUNG | Olympiasieger (Antike)             |
| GEBURTSDATUM     | 4. Jahrhundert                     |
| STERBEDATUM      | 4. Jahrhundert oder 5. Jahrhundert |